# شهرستان جیانهه
شهرستان جیانهه (به لاتین: Jianhe County) یک منطقهٔ مسکونی در چین است که در کیاندونگنان واقع شده‌است. شهرستان جیانهه ۲٬۱۷۶ کیلومتر مربع مساحت و ۲۳۸٬۷۰۰ نفر جمعیت دارد.